# Sweet 7
Sweet 7 (deutsch: Süße Sieben) ist das siebte Studioalbum der britischen Girlgroup Sugababes. Es wurde am 15. März 2010 in Großbritannien veröffentlicht. Die Veröffentlichung in Deutschland erfolgte am 26. März 2010.
Sweet 7 ist das erste Album des vierten Line-ups, bestehend aus Heidi Range, Amelle Berrabah und Jade Ewen. Zudem ist es das erste Album, an dem keines der Bandmitglieder selbst mitgeschrieben hat.

## Produktion
Noch vor den Arbeiten an dem neuen Album unterschrieben die Sugababes einen Vertrag mit Roc Nation, wobei das Label für A&R sowie für die Produktion des Albums zuständig war. Die Aufnahmen fanden hauptsächlich in New York, Los Angeles und London statt. Einer der Songs des Albums, No More You, wurde von Ne-Yo geschrieben. Keisha Buchanan verglich den Song mit den Liedern Hate That I Love You und Take a Bow der Sängerin Rihanna.
Sie erklärte weiterhin:

„Das Album hat definitiv einen ‚britischen Touch‘ – wir sind in unserer Musik nicht komplett ‚amerikanisch‘ geworden. Ich denke, das hat uns frische Energie gegeben. Was wir wirklich wollten, war, mit einem völlig neuen Sound zurückzukehren.“

## Line-up-Wechsel
Am 21. September wurde bekannt gegeben, dass Keisha Buchanan die Band verlassen habe. Sie sagte später, dass es nicht ihre Entscheidung gewesen war, zu gehen.
Die ehemalige Eurovision-Song-Contest-Teilnehmerin Jade Ewen nahm ihren Platz ein. Danach begann Ewen sofort mit den Neuaufnahmen der Gesangsspuren von Buchanan für das Album.

## Kritik
Die Rezensionen für das siebte Album der Sugababes fielen sehr negativ aus. Kritiker bemängelten vor allem die Texte und den vollzogenen Stilwechsel, der sich überwiegend auf den amerikanischen Markt richtet.

„Doch schon die Vorabsingle Get Sexy geriet zu einem Desaster… Es folgen die Singleauskopplungen Nummer zwei und drei (Wear My Kiss und About a Girl), die den mit Get Sexy eingeschlagenen Stil weiterverfolgen. Denn auch hier wird dem Hörer gesichtslose Massenware für den Dancefloor präsentiert, die mit den einstigen, sehr charmanten Popsongs der Sugababes so gut wie nichts mehr zu tun hat.
Schwache Melodien auf Euro-Pop-Trash-Niveau, gepaart mit dicken US-Beats wie z. B. in den Auto-Tune-Nummern She’s a Mess und Miss Everything (passenderweise ein Duett mit Dancehall-Ikone Sean Kingston) rauben den Sugababes jegliche Identität… Die ‚alten‘ Sugababes sind nicht mehr wiederzuerkennen und die ‚neuen‘ Sugababes haben eine Platte an den Start gebracht, die in geradezu lächerlicher Weise auf den US-Markt schielt. Mit austauschbaren Songs vom Grabbeltisch kann das nur scheitern.“

## Titelliste
1. Get Sexy (Bruno Mars, Philip Lawrence, Ari Levine, Richard Fairbrass, Fred Fairbrass, Rob Manzoli, The Smeezingtons) – 3:13
2. Wear My Kiss (Fernando Garibay, Mars, Lawrence, Carlos Battey, Steven Battey) – 3:43
3. About a Girl (Makeba Riddick, Nadir Khayat, RedOne) – 3:28
4. Wait for You (Garibay, Mars, Lawrence) – 3:53
5. Thank You for the Heartbreak (Ryan Tedder, Mikkel Eriksen, Tor Erik Hermansen, Claude Kelly, StarGate) – 3:41
6. Miss Everything (feat. Sean Kingston) (Mars, Lawrence, Levine, Brody Brown, The Smeezingtons) – 3:39
7. She’s a Mess (Mars, Lawrence, Levine, The Smeezingtons) – 3:26
8. Give It to Me Now (Crystal Johnson, Reggie Perry, Syience) – 3:00
9. Crash & Burn (Jonas Jeberg, Marcus Bryant, Nakisha Smith) – 3:34
10. No More You (Shaffer Smith, Eriksen, Hermansen, StarGate) – 4:17
11. Sweet & Amazing (Make It the Best) (Rob Allen, Eriksen, Hermansen, Martin Kleveland, Bernt Stray, StarGate) – 3:52
12. Little Miss Perfect (Hermansen, Eriksen, Kelly, StarGate) – 3:56

## Chartplatzierungen
| ChartsChartplatzierungen     | Höchstplatzierung | Wochen |
| ---------------------------- | ----------------- | ------ |
| Schweiz (IFPI)               | 92 (1 Wo.)        | 1      |
| Vereinigtes Königreich (OCC) | 14 (3 Wo.)        | 3      |

Am 19. März 2010 debütierte das Album auf Platz 35 der irischen Albumcharts. In Großbritannien platzierte es sich auf Platz 14. Das macht Sweet 7 zum schlechtesten Charteinstieg seit dem Debüt One Touch.

## Singles
| Jahr | Titel        | Höchstplatzierung, Gesamtwochen, AuszeichnungChartplatzierungen (Jahr, Titel, , Platzierungen, Wochen, Auszeichnungen, Anmerkungen) | Höchstplatzierung, Gesamtwochen, AuszeichnungChartplatzierungen (Jahr, Titel, , Platzierungen, Wochen, Auszeichnungen, Anmerkungen) | Höchstplatzierung, Gesamtwochen, AuszeichnungChartplatzierungen (Jahr, Titel, , Platzierungen, Wochen, Auszeichnungen, Anmerkungen) | Anmerkungen                            |
| Jahr | Titel        | DE | AT | UK | Anmerkungen                            |
| ---- | ------------ | --- | --- | --- | -------------------------------------- |
| 2009 | Get Sexy     | DE41 (4 Wo.)DE | AT72 (1 Wo.)AT | UK2 (9 Wo.)UK | Erstveröffentlichung: 30. August 2009  |
| 2009 | About a Girl | — | — | UK8 (10 Wo.)UK | Erstveröffentlichung: 8. November 2009 |
| 2010 | Wear My Kiss | — | — | UK7 (7 Wo.)UK | Erstveröffentlichung: 18. Februar 2010 |

### Get Sexy

#### Hintergrundinformationen
Die erste Single des Albums, Get Sexy (deutsch: Werde sexy), wurde am 30. August 2009 veröffentlicht, in Deutschland am 9. November. Der Song sampelt eine Textzeile des Songs I’m Too Sexy von Right Said Fred. Get Sexy ist die letzte Single der Sugababes mit dem Gründungsmitglied Keisha Buchanan.
Das Musikvideo wurde von Emil Nava, dem Bruder von Jake Nava gefilmt. Es zeigt Amelle in einem Vogelkäfig, Heidi in einem Spiegellabyrinth und Keisha auf einer Couch. Im Refrain sieht man die Mädchen aneinander gekettet und am Schluss des Videos, tanzen sie in einem Raum voller Graffiti.

#### Titelliste
| #  | Titel                            | Spieldauer |
| -- | -------------------------------- | ---------- |
| 1. | Get Sexy                         | 3:14       |
| 2. | Get Sexy (Superbass Vocal Remix) | 5:23       |

### About a Girl

#### Hintergrundinformationen
Die zweite Single des Albums, About a Girl (deutsch: Über ein Mädchen), wurde am 8. November 2009 in Großbritannien veröffentlicht. Es ist die erste Single der Band mit dem neuen Bandmitglied Jade Ewen. About a Girl wurde von dem amerikanischen Produzenten RedOne geschrieben und produziert.
Das Musikvideo wurde von Martin Weisz am 22. September 2009 gedreht. Das Video spielt in der Wüste Vasquez Rocks nahe Los Angeles. Es wurde von der Filmreihe Kill Bill inspiriert.
Eigentlich wollten die Bandmitglieder ihre Stunts selbst drehen, doch aufgrund des Line-up-Wechsels mussten Schauspieler die Stunts übernehmen, da für eigene Aufnahmen keine Zeit mehr blieb.

#### Titelliste
| #  | Titel                                         | Spieldauer |
| -- | --------------------------------------------- | ---------- |
| 1. | About a Girl                                  | 3:28       |
| 2. | About a Girl (Martin Roth NuStyle Radio Edit) | 4:09       |
| 3. | About a Girl (The Sharp Boys Radio Edit)      | 3:47       |
| 4. | About a Girl (K-Gee Remix Radio Edit)         | 3:30       |

### Wear My Kiss

#### Hintergrundinformation
Die dritte Single des Albums, Wear My Kiss (deutsch: Trage meinen Kuss), wurde am 22. Februar 2010 veröffentlicht. Der Song wurde von Fernando Garibay produziert. Das Musikvideo hatte am 20. Januar Premiere.
Wear My Kiss ist die 26. Single der Sugababes und erreichte Platz 7 der UK-Singlecharts. Das macht Sweet 7 zum ersten Album seit Taller in More Ways, das drei Singles in den Top 10 platzieren konnte. Zuvor gelang dies mit Push the Button, Ugly und Red Dress.

#### Titelliste
| #  | Titel                                | Spieldauer |
| -- | ------------------------------------ | ---------- |
| 1. | Wear My Kiss                         | 3:44       |
| 2. | Wear My Kiss (7th Heaven Club Remix) | 7:04       |
| 3. | Wear My Kiss (WAWA Remix)            | 5:20       |